# EA DICE
EA DICE (EA Digital Illusions Creative Entertainment) – szwedzkie przedsiębiorstwo zajmujące się tworzeniem gier komputerowych, założone w 1992 roku. DICE jest twórcą m.in. serii Battlefield.

## Historia
Studio zostało założone w 1992 roku przez Ulfa Mandorffa, Olofa Gustafssona, Fredrika Liliegrena, Andreasa Axelssona i Markusa Nyströma w Sztokholmie. Przedsiębiorstwo zaczęło się gwałtownie rozwijać po wejściu na giełdę w 1998 roku. W 2004 jego wartość oszacowano na 55 milionów dolarów. W tym samym roku Electronic Arts rozpoczęło proces wykupywania akcji DICE, uzyskując 19 procent udziałów. Proces zakończył się 31 marca 2005 roku. W 2006 roku przedstawiciele Electronic Arts podjęli decyzję o nabyciu pozostałych udziałów studia. Pod koniec roku 2006 DICE zostało całkowicie wykupione przez EA.

## Wyprodukowane gry
Źródło

### Amiga
- Benefactor
- Pinball Dreams
- Pinball Fantasies
- Pinball Illusions

### Xbox
- Battlefield 2: Modern Combat
- Midtown Madness 3
- Rallisport Challenge
- Rallisport Challenge 2
- Shrek

### Xbox 360
- Battlefield: Bad Company
- Battlefield 2: Modern Combat
- Battlefield 1943
- Battlefield: Bad Company 2
- Medal of Honor (2010)
- Mirror’s Edge
- Battlefield 3 (2011)
- Battlefield 4 (2013)

### GameCube
- Shrek: Extra Large

### Game Boy Advance
- Barbie Groovy Games
- Secret Agent Barbie: Royal Jewels Mission

### Game Boy Color
- Diva Starz: Mall Mania
- JumpStart Dino Adventure Field Trip

### PC (DOSiMicrosoft Windows)
- Battlefield 1942
- Battlefield 1942: The Road to Rome
- Battlefield 1942: Secret Weapons of WWII
- Battlefield 2
- Battlefield 2142
- Battlefield 2142: Northern Strike
- Battlefield Heroes
- Battlefield Vietnam
- Battlefield 1943
- Battlefield: Bad Company 2
- Battlefield 3 (2011)
- Battlefield 4 (2013)
- Battlefield 1 (2016)
- Battlefield V (2018)
- Battlefield 2042 (2021)
- Medal of Honor (2010)
- Codename Eagle
- EA Sports V8 Challenge
- Legacy of Rosemond Hill
- Matchbox Emergency Patrol
- Mirror’s Edge
- Mirror’s Edge Catalyst
- Motorhead
- Pinball Illusions
- Pinball Fantasies
- RalliSport Challenge
- Rally Masters
- S40 Racing
- STCC
- STCC 2
- Star Wars: Battlefront
- Star Wars: Battlefront II

### PlayStation
- Land Before Time: Big Water Adventure
- JumpStart Wildlife Safari Field Trip
- Michelin Rally Masters: Race of Champions
- Motorhead
- Test Drive Rally
- True Pinball

### PlayStation 2
- Battlefield 2: Modern Combat
- Pryzm Chapter One: The Dark Unicorn

### PlayStation 3
- Battlefield: Bad Company
- Battlefield 1943
- Battlefield: Bad Company 2
- Medal of Honor (2010)
- Mirror’s Edge
- Battlefield 3 (2011)
- Battlefield 4 (2013)

### Sega Saturn
- True Pinball

### PlayStation 4
- Mirror’s Edge Catalyst
- Battlefield 1
- Battlefield 4
- Battlefield V
- Battlefield 2042

### Xbox One
- Mirror’s Edge Catalyst
- Battlefield 1
- Battlefield 4
- Battlefield V
- Battlefield 2042